# 리하르트 바그너
빌헬름 리하르트 바그너(독일어: Wilhelm Richard Wagner, 1813년 5월 22일 ~ 1883년 2월 13일)는 독일의 작곡가, 극작가, 연출가, 지휘자, 음악 비평가 및 저술가이다. 독일 오페라에 있어서 대표적인 작곡가 중의 하나이며, 19세기 유럽의 음악 및 문화 전체에 있어서도 독보적인 예술가 중의 하나였다. 그의 종합예술관과 종교적 예술관은 각 예술의 분야에 지대한 영향을 끼쳤다. 음악에 있어서 독일의 낭만주의 오페라의 전성시대를 열었으며, 음악극이라는 새로운 장르를 창시하였다. 활동후기에는 풍부한 반음계적 음악언어를 발전시켜, 후대의 작곡가들로 하여금 조성을 약화시키고 결국에 파기하도록 하는 견인차 역할을 했다. 또한 본인의 작품을 공연하는 바이로이트 축제만을 위한 전용 공연장인 바이로이트 페스트슈필하우스를 건립했다.
대부분의 오페라 작곡가들과 달리, 바그너는 자신이 만든 모든 무대 작품의 대본(libretto) 역시직접 작사하였다. 초기에는 카를 마리아 폰 베버와 자코모 마이어베어의 낭만주의적 스타일을 따르며 명성을 쌓았으나, 이후 "총체 예술(Gesamtkunstwerk)"이라는 방식으로 오페라를 혁신했다. 시, 시각적 요소, 음악, 연극적 표현을 하나로 통합하는 것을 목표로 했으며, 음악은 드라마를 보조하는 역할을 해야 한다고 보았다.
바그너는 오페라를 연속적으로 노래하는 서사적 형식으로 구성하고, 기존 오페라의 전통적인 형식(예: 아리아와 레치타티보)을 배제하는 방식을 제안했다. 이러한 개념은 1849년부터 1852년까지 발표한 일련의 수필들에서 설명하였다. 바그너는 16시간에 걸친 4부작 오페라 사이클인 《니벨룽의 반지》의 전반부에서 이 사상을 실현하였다.
바그너의 작품, 특히 후기 작품은 복잡한 음악적 질감, 풍부한 화성과 관현악 편성, 그리고 라이트모티프의 정교한 사용으로 유명하다. 라이트모티프란 특정한 등장인물, 장소, 개념, 또는 줄거리 요소와 연관된 음악적 주제를 의미한다.
바그너의 음악적 언어는 극단적인 반음계법과 빠르게 변하는 조성 등의 혁신적인 요소를 포함하며, 이는 고전 음악의 발전에 큰 영향을 미쳤다. 특히 그의 오페라 《트리스탄과 이졸데》는 현대 음악의 중요한 선구적 작품으로 간주된다.
바그너는 점차 전통적인 오페라 형식(예: 아리아, 합창)에 대한 초기의 이념적 반대를 완화하였다. 이러한 전통적인 형식들은 그의 말년 무대 작품들인 《뉘른베르크의 명가수》와 《파르지팔》에서 다시 등장하였다.
바그너는 자신의 작품에 대한 비전을 온전히 실현하기 위해 자신만의 오페라 극장을 설계하여 건립했다. 바로 바이로이트 페스트슈필하우스(Bayreuth Festspielhaus)로, 관객이 극에 몰입할 수 있도록 여러 혁신적인 디자인 요소를 적용하였다. 이 극장에서 《니벨룽의 반지》와 《파르지팔》이 초연되었으며, 현재도 그의 가장 중요한 무대 작품들은 매년 열리는 바이로이트 페스티벌에서 공연된다. 바이로이트 페스티벌은 초기에 코지마 바그너의 노력으로 확실한 성공을 거둘 수 있었으며, 이후에도 그들의 후손들이 페스티벌을 유지하며 전 세계의 관객을 끌어들이고 있다.
바그너의 비정통적인 오페라, 수필, 그리고 개인적인 행보는 생전에 많은 논란을 불러일으켰으며, 오늘날까지도 논쟁의 대상이 되고 있다. 그는 일부에게는 "천재"로, 또 다른 이들에게는 "질병"으로 평가받았다. 그의 음악은 전 세계에서 널리 연주되고 있지만, 그의 종교관, 정치관, 사회적 견해—특히 반유대주의적 시각이 그의 무대 작품과 저술에 어느 정도 반영되었는지에 대한 논의는 여전히 지속되고 있다.
바그너의 사상은 20세기 예술 전반에 영향을 미쳤으며, 단순히 작곡에만 국한되지 않고 지휘, 철학, 문학, 시각 예술, 연극 등 다양한 분야에까지 영향을 끼쳤다.

## 전기

### 유년 및 청년기(1813–1842)
리하르트 바그너는 1813년 5월 22일에 독일 라이프치히에서 태어났다. 그의 아버지 칼 프리드리히 바그너는 리하르트의 출생 후 여섯 달 만에 장티푸스로 세상을 떠났고, 1814년 8월에 그의 어머니는 배우 루드비히 가이어와 재혼을 했다. 9세 때 피아노를 배우기 시작했다.
젊은 리하르트 바그너는 극작가 되겠다는 야망을 갖고 있었고, 그는 곧 음악을 공부하기로 방향을 돌렸다. 그것을 위해 라이프치히 대학에 1831년 입학했다. 초기, 그의 음악에 영향을 준 인물은 루트비히 판 베토벤이었다.
1832년 19세때 첫 교향곡인 교향곡 C장조를 작곡했으며 1833년에 나이 스물의 바그너는 그의 첫 완성된 오페라인 요정을 작곡했다. 이 오페라는 명백히 칼 마리아 폰 베버의 양식을 모방한 것으로, 반 세기 넘게 상연되지 않았으며, 초연은 그의 죽음 직후인 1883년에 뮌헨에서 있었다. 그 동안에 바그너는 마그데부르크와 쾨니히스베르크의 오페라 극장의 음악 감독으로서 약식 계약을 맺었으며, 그 동안에 그는 윌리엄 셰익스피어의 자에는 자에 기초한 연애금지를 썼다. 이 두 번째 오페라는 1836년에 마그데부르크에서 상연되었지만, 반응은 그리 좋지 않았다.
1836년 11월 24일에 바그너는 "미나"라고 불리는 여배우 크리스티네 빌헬미네 플라너(Christine Wilhelmine "Minna" Planer)와 결혼했다. 그들은 리가로 이사해서 바그너는 거기에서 지역 오페라단의 음악 감독이 되었다. 몇 주 후에, 미나는 군인과 야반도주했고, 그 군인은 나중에 단 돈 한 푼도 안 남기고 그녀를 떠나 버렸다. 바그너는 미나를 다시 맞아들였지만, 1839년까지 부부는 많은 빚을 지게 되었고 그래서 그들은 빚쟁이들을 피해 리가를 떴다 (빚은 그의 남은 생애 동안 바그너를 따라다녔다). 그들의 도주 행각 동안에, 그들은 영국으로 가는 항로에서 폭풍우를 만났는데 이 경험이 그의 《방황하는 네덜란드인》의 영감을 제공했다. 바그너는 파리에서 여러 해를 보냈으며, 거기에서 리하르트는 기사를 쓰고 다른 작곡가의 오페라를 편곡하는 것으로 생계를 이었다.

### 드레스덴 시기(1842–1849)
바그너는 그의 세 번째 오페라 《리엔치》를 1840년에 썼다. 뜻밖에 독일의 작센의 드레스덴 왕립 극장이 이 오페라를 공연하기로 했다. 1842년에 부부는 드레스덴으로 이사했으며, 리엔지는 상당히 성공했다. 바그너는 드레스덴에서 다음 여섯 해를 보냈으며, 결국 30세에 작센 왕립 지휘자로 임명되었다. 이 기간 동안에 그는 그의 첫 두 중기 오페라인 《방황하는 네덜란드인》과 《탄호이저》를 쓰고 상연했다.
바그너의 드레스덴 체류는 바그너의 좌익 정치의 가담으로 끝나 버리고 말았다. 국가주의 운동은 독일 내 영방국가들에서 힘을 얻고 있었으며, 자유와 약한 주들의 한 나라로 통일에 대한 열망에 부응하는 것이었다. 리하르트 바그너는 이 운동에서 매우 열성적인 역할을 수행했으며, 극단 좌익 잡지인 Volksblätter를 편집하던 그의 동료 아우구스트 뢰켈(August Röckel)과 러시아 무정부주의자 미하일 바쿠닌(Mikhail Bakunin) 등을 포함한 손님들을 받아들였다.
작센 정부에 대한 널리 퍼진 불만은 1849년 4월에 작센의 왕 프레데릭 아우구스투스 2세가 국회를 해산하고 사람들이 그에게 요구했던 새 헌법을 거부하면서 결국 끓어넘쳤다. 5월 혁명이 발발했고, 바그너는 거기에서 사소한 도움을 주었다. 혁명은 초기에 작센과 프로이센 연합 병력에 의해 재빨리 진압되었고, 혁명 주도자에 대한 체포 영장이 발부되었다. 바그너는 처음에는 파리로, 또 취리히로 도망해야 했다. 뢰켈(Röckel)과 바쿠닌(Bakunin)은 도망치는 데에 실패했고 오랜 기간의 수감 생활을 감수해야 했다.

### 취리히 시기(1849–1858)

#### 망명
바그너는 다음 열두 해를 망명 생활로 보내야 했다. 그는 드레스덴 봉기 이전에 로엔그린을 완성했고, 그의 스승 프란츠 리스트에게 그가 없는 상태에서 그것이 상영되도록 간절한 편지를 썼다. 리스트는 1850년 8월에 바이마르에서 초연을 지휘했다.
그럼에도 불구하고 바그너는 극심한 개인적 궁핍에 시달렸고 독일 음악계에서 고립되었으며 아무런 소득도 없었다. 그가 쓰고 있던 음악 단편은 나중에 거대한 작품인 《니벨룽의 반지》로 성장할 것이었는데, 공연될 가망이 전혀 없어보였다. 그의 아내 Minna는 그가 《리엔치》 이후에 써 나간 오페라를 좋아하지 않았으며 우울증만 깊어져 갔다. 바그너는 단독(피부병의 일종)을 앓았고, 작곡을 하는데 어려움을 겪었다.
취리히에서의 처음 몇 해 동안 일련의 주목할 만한 수필이 나왔는데, "미래의 예술-작품(1849)"에서 그는 음악, 노래, 춤, 시, 시각 예술, 무대 기술 등이 종합된 개념인 "총체예술(종합예술작품, Gesamtkunstwerk)"로 오페라의 비전을 설명했다. "음악 속의 유대주의(1850)"는 유대인 작곡가를 반대하여 겨냥한 반유대주의 작품이다. 그리고 "오페라와 드라마(1851)"는 그가 반지 사이클에서 사용하고 있던 미학 개념에 대한 설명을 담고 있다.
계속되는 몇 년 동안 바그너는 두 개의 독립적인 영감의 원천을 발견하게 되었는데, 이것들이 그의 유명한 《트리스탄과 이졸데》의 창작으로 그를 이끌었다. 첫 원천은 1854년에 그의 시인 친구였던 게오르그 헤베그(Georg Herwegh)가 그에게 철학자 아르투르 쇼펜하우어의 저작을 소개한 것이다. 바그너는 나중에 이를 그의 생애 가운데 가장 중요한 사건이었다고 얘기하였다. 그의 개인 환경은 분명히 그가, 인간 조건에 대한 깊이 비관적인 관점인 쇼펜하우어의 철학을 쉽게 이해하도록 만들었다. 그는 그의 운이 더 나아진 후에도 남은 생애 동안 쇼펜하우어의 신봉자로 남았다.

#### 쇼펜하우어
쇼펜하우어의 철학에서 음악은 예술 가운데에서 최고의 지위를 점하며, 이는 음악이 물질계와 연관되지 않은 유일한 예술이라는 이유 때문이라고 하였다. 바그너는 이 주장을 환영했으며, 그가 그의 "오페라와 드라마"에서 이와 직접 상반되는, 오페라의 음악이 드라마의 원인에 따라가야 한다는 주장을 폈음에도 불구하고 그와 강하게 공명을 이루었음에 틀림없다. 바그너 학자들은 이러한 쇼펜하우어의 영향이 바그너로 하여금 그의 반지 사이클의 뒤쪽 절반을 포함하는 후기 오페라에서 음악이 더 강한 명령을 하는 역할을 맡도록 했다는 주장을 했다. 많은 측면의 쇼펜하우어적 사상은 바그너의 이어지는 대본에서도 발견된다. 예를 들어, 마이스터징거에 나오는 구두장이 시인 한스 작스는 일반적으로 바그너가 자신을 가장 많이 반영하는 인물로 간주되는데, (실제 인물을 바탕으로 한 것임에도 불구하고) 쇼펜하우어적인 창조의 전형이다.

#### 마틸데 베젠동크
바그너의 두번째 영감의 원천은, 비단 상인 오토 폰 베젠동크의 아내 시인 마틸데 베젠동크였다. 바그너는 베젠동크 부부를 취리히에서 1852년에 처음 만났다. 오토는 바그너 음악의 팬이었는데, 바그너의 뜻에 따라 자신의 땅에 작은 집을 세워 주었다. 1857년까지 바그너는 마틸데에게 푹 빠져버렸다. 마틸데는 그의 애정에 일부 답했던 것으로 보이지만, 그녀는 그녀의 결혼을 위험에 빠뜨릴 의도는 없었으며, 그녀의 남편에게 그녀와 바그너의 만남을 계속 알렸다. 그럼에도 불구하고 이 애정 행각은 바그너가 링 사이클을 잠시 제쳐놓고(이후 12년 동안 재개되지 않았다), 기사 트리스탄과 (이미 결혼한) 귀부인 이졸데의 사랑 이야기에 기초한 트리스탄과 이졸데 작업을 시작하게 했다.
불편한 애정 행각은 1858년에 Minna가 바그너로부터 마틸데에게 보내는 편지를 보게 됨으로써 막을 내렸다. 이어진 대면 후에, 바그너는 혼자서 취리히를 떠나 베니스로 향했다. 그 다음 해에 그는 다시 파리로 이동해 Metternich의 공주의 노력 덕분에 상연되는 탄호이저의 개정판 상연을 보게 되었다. 새 탄호이저의 1861년 초연은 대실패로 끝났는데, 이는 Jockey Club 소속의 귀족들에 의한 방해 때문이었다. 이후의 공연은 취소되었고, 바그너는 서둘러 도시를 떠났다.
1861년에 바그너에 대한 정치적인 추방이 해제되었고, 작곡가는 프로이센의 비브리히에 머무르면서 뉘른베르크의 마이스터징거 작업을 시작했다. 주목할만한 사실은 이 오페라가 그의 작품 가운데에 가장 밝은 작품이라는 것이다.(그의 두번째 아내인 코지마는 나중에 "미래 세대가 이 독특한 작품 안에서 상쾌함을 찾는다면, 그들은 눈물 속에서 미소가 떠오르는 생각을 하게 될지도 모르겠습니다"라고 썼다.) 1862년에 바그너는 결국 Minna와 이혼했지만, 그는 (또는, 적어도 그의 채권자는) 그녀에 대한 경제적인 지원을 1866년 사망할 때까지 계속했다.

### 루트비히 2세의 후원기(1859–1871)

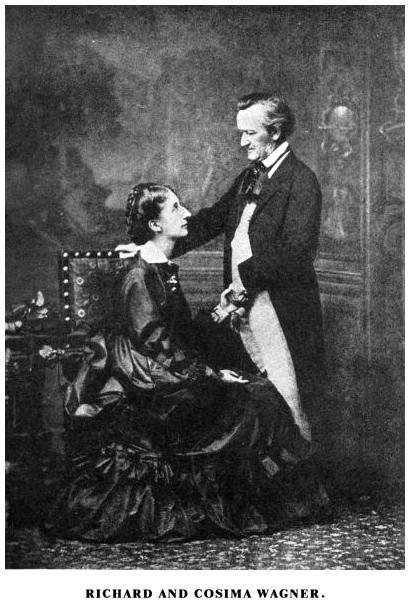
리하르트와 코지마 바그너

바그너의 행운은 1864년에 바이에른 왕국의 루트비히 2세가 나이 19세로 즉위하자 극적인 계기를 맞았다. 젊은 왕은 어린 시절부터 바그너의 오페라의 열렬한 숭배자였기에 작곡가를 뮌헨으로 데려왔다. 그는 바그너의 상당한 빚을 해결해 주었고, 그의 새 오페라가 상연될 계획을 세웠다. 리허설에서의 각고의 어려움 끝에, 트리스탄과 이졸데는 뮌헨 왕립 극장에서 1865년 6월 10일에 큰 성공을 거두며 초연되었다.
그 때 바그너는 또 다른 애정 행각을 벌이게 되는데, 이번에는 바그너의 가장 큰 후원자이자 트리스탄 초연의 지휘자였던 한스 폰 뷜로의 아내인 코지마 폰 뷜로와 함께였다. 코지마는 프란츠 리스트와 유명한 백작 부인인 마리 다구 Marie d'Agoult (필명 다니엘 스턴) 사이의 사생아로, 바그너보다 24살 연하였다. 리스트는 바그너와 친분이 있었지만, 그의 딸이 바그너를 보러 다니는 것을 금했다. 1865년 4월에, 그녀는 바그너의 사생아를 낳았고, 이름을 이졸데라고 지었다. 그들의 부주의한 애정 행각은 뮌헨에 추문으로 떠돌았고, 설상가상으로 바그너는 왕에 대한 영향력을 의심하던 뮌헨의 왕궁 일원 사이에서 선호받지 못하는 인물이 되었다. 1865년 12월에, 루트비히는 결국 작곡가가 뮌헨을 떠나도록 말하지 않을 수가 없었다. 그는 분명히 왕위를 버리고 그의 영웅을 따라 망명할 생각도 했었지만, 바그너가 재빨리 그를 말렸다.
루트비히는 바그너를 스위스의 루체른 호 인근의 빌라 Triebschen에 보냈다. 마이스터징거는 Triebschen에서 1867년 완성되었고, 다음 해 6월 21일에 뮌헨에서 초연되었다. 10월에, 코지마는 결국 한스 폰 뷜로를 설득해 그녀와 이혼하게 했다. 리하르트와 코지마는 1870년 8월 25일에 결혼했다. (바그너는 그의 새 장인에게 몇 년간 보러 오라고 말하지도 않았다.) 그 해 크리스마스에, 바그너는 코지마의 생일 선물로 지크프리트 목가를 선사했다. 코지마와의 결혼은 바그너의 생애 마지막까지 지속되었다. 그들 사이에서 또 한 명의 딸인 에바와 아들인 지크프리트가 태어났다.
Triebschen에서 1869년에 바그너는 처음 철학자 프리드리히 니체와 만났고, 곧 굳은 친구가 되었다. 바그너의 사상은 니체에게 주요한 영향을 주었고, 그때 니체의 나이는 서른 한 살이었다. 니체의 첫 책인 "비극의 탄생"(Die Geburt der Tragödie, 1872)는 바그너에게 헌정되었다. 둘 사이의 관계는 니체가 점점 바그너의 다양한 측면의 생각, 가령 그의 평화주의와 반유대주의와 같은 것에 환상이 깨지면서 결국 멀어졌다. "바그너의 경우" (Der Fall Wagner, 1888)와 "니체 대 바그너" (Nietzsche Contra Wagner, 1889)에서, 그는 바그너를 퇴폐하고 타락한 것으로 비난했고, 심지어 그 자신의 이른 시절의 미숙한 시야에 대해서도 자기 비판했다.

### 바이로이트 시기(1872–1881)

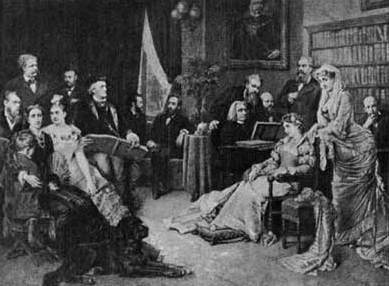
바이로이트에서의 리하르트 바그너. 그의 장인이기도 했던 리스트를 피아노 앞에서 볼 수 있다.

바그너는 그의 새 가정에 안착하여, 그의 에너지를 반지 사이클을 완성하는 데 집중했다. 바그너는 반지 전곡 사이클이 이 작품을 위해 특별히 설계된 새 오페라 극장에서 공연되기를 원했다. 하지만 후원자인 루트비히2세가 전곡의 완성될 때까지 참을 수 없어 그의 명령에 따라 사이클 중 이미 완성된 첫 두 작품인 라인의 황금과 발퀴레은 뮌헨의 "특별 시사회"에서 초연되었다.
1871년에, 그는 작은 마을인 바이로이트를 그의 새 오페라 극장의 위치로 선정했다. 바그너 일가는 그 다음 해에 이주하였고, 바이로이트 축제극장의 초석이 놓였다. 공사를 위한 자금 조달을 위해, "바그너 협회"가 각 도시에 결성되었고, 바그너 자신도 독일 전역에 콘서트 여행을 시작했다. 하지만 결국 루트비히2세가 또 다른 거액의 보조금을 1874년에 지원한 후에야 충분한 자금이 모였다. 그 후년에, 바그너 일가는 바이로이트에 리하르트가 반프리트(독일어로 "미혹과 광기로부터의 평화와 자유")라고 이름붙인 빌라를 그들의 영구적인 집으로 삼아 이주를 마쳤다.
축제극장은 결국 1876년 8월에 《반지》 사이클의 초연과 함께 문을 열었고, 그 때부터 현재까지 계속 바이로이트 축제의 개최지로 남았다.
1877년에 바그너는 그의 최후의 오페라인 파르지팔에 대한 작업을 시작했다. 작곡에는 4년이 걸렸으며, 그 동안에 그는 또한 일련의 종교와 예술에 대한 수필을 썼다.

### 말년(1882–1883)

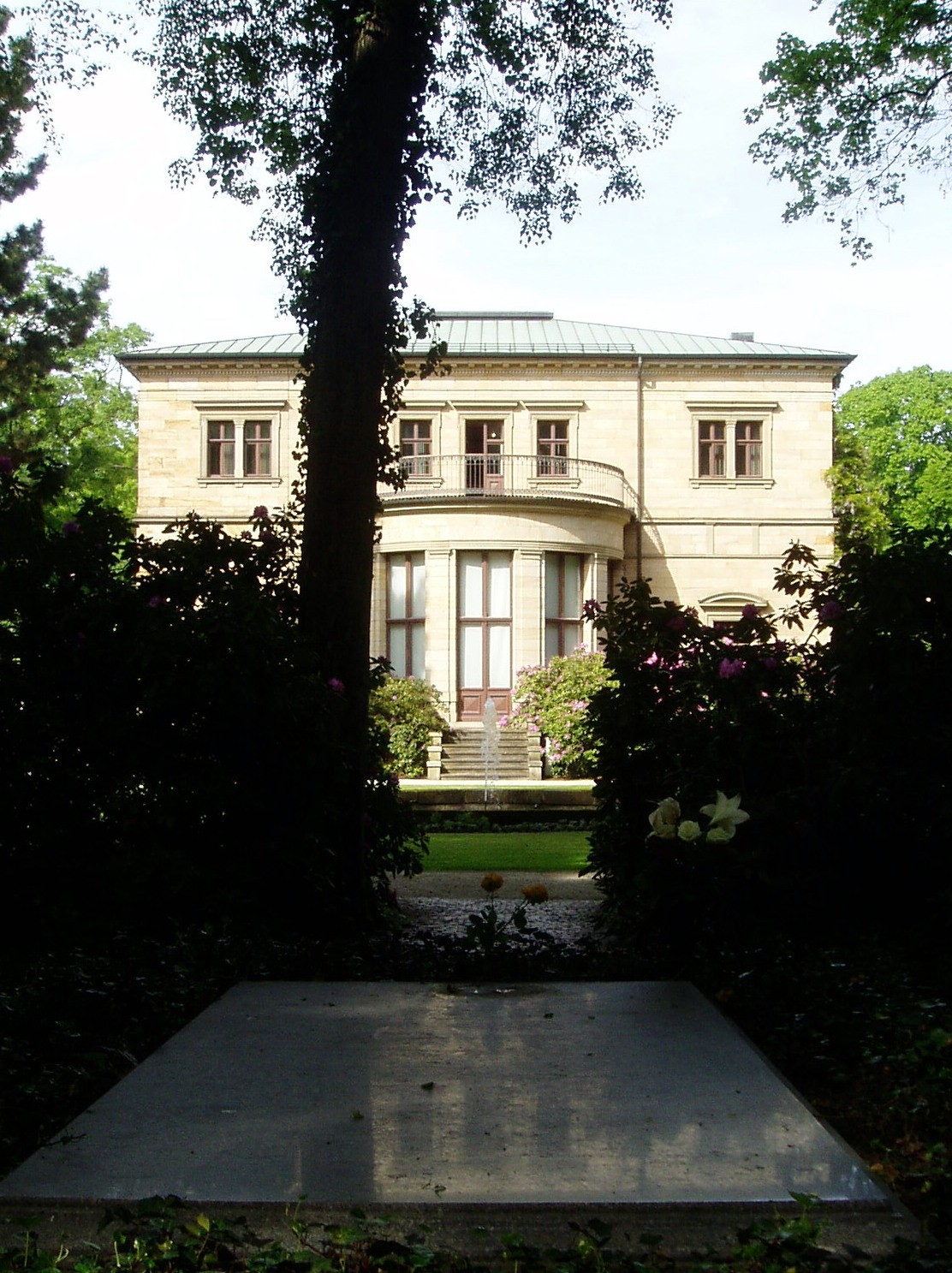
반프리트의 정원에 있는 리하르트와 코지마 바그너의 무덤.

바그너는 파르지팔을 1882년 1월에 완성했는데 이 작품을 오페라라 하지 않고 신성한 무대용 축전극이라 하였다. 그 해 여름 파르지팔을 초연하기 위해 두 번째로 바이로이트 축제가 열렸다. 바그너는 이 때에 심하게 아팠으며, 점점 심한 협심증에 시달리게 되었다. 바그너는 평소 협심증이 있었는데 이 때는 상태가 심해졌다. 파르지팔은 총 16회 상연되었는데, 마지막 공연날인 8월 29일에는 지휘자 헤르만 레비가 아팠기 때문에 3막이 연주되는 도중에 바그너 본인이 비밀리에 오케스트라 피트에 들어가 지휘자 헤르만 레비로부터 지휘봉을 받아서 작품의 종결부에 이르기까지 공연을 지휘했다.
이 축제 이후에, 바그너 가족은 베니스로 요양을 하기 위하여 여행을 떠났다. 1883년 2월 13일, 리하르트 바그너는 심장마비로 베니스 대운하 위의 Palazzo Vendramin에서 향년 71세를 일기로 사망했다. 그의 시신은 바이로이트로 되돌아와 반프리트의 정원에 묻혔다.

## 바그너의 수용 및 영향
그는 음악사에 있어서 뿐 아니라 문학사에서도 많은 영향을 준 독보적 예술가이다. 음악사에서는 초기 낭만파의 뒤를 이어 낭만파 음악을 대성한 음악인이며, 문학사에서는 신낭만파의 희곡 영역에 있어서의 거봉이었다. 또한 니체에게도 영향을 준 그는, 쇼펜하우어의 영향을 받아 염세주의, 종교적인 신비주의, 탐미주의적인 경향의 작품으로 19세기 말 낭만주의 부흥의 터전을 마련하였다.
바그너의 유럽 예술과 문화에 기여한 바는 부인할 수 없으며 기념비적이다. 그의 생전과 사후 여러 해 동안, 바그너는 그의 다수의 애호가들 사이에서 광적인 호응을 이끌어냈으며, 그들 사이에서 거의 신과 같은 지위를 가지는 것으로 생각되었다. 그의 음악인 트리스탄과 이졸데는 특히 중요한 새 지평을 열었다. 이후 여러 해 동안 많은 작곡가들은 바그너 편에 서거나 바그너에 반대하는 편 중 하나에 설 수밖에 없었다. 안톤 브루크너와 휴고 볼프는 그에게 특히 많은 빚을 졌으며, 세자르 프랑크, 앙리 뒤팍, 에르네스트 쇼송, 쥘 마스네, 알렉산더 폰 쳄린스키, 한스 피츠너 등등의 수많은 음악가들 또한 그러하였다. 구스타프 말러는 "오직 베토벤과 바그너만이 있었다"고 말했다. 클로드 드뷔시와 아르놀트 쉔베르크의 이십 세기 화성 혁명은 트리스탄으로부터 그 근원을 찾을 수 있다. 처음으로 어떤 종류의 드라마적인 공연 동안에 불빛을 희미하게 해야 한다고 처음 요구했던 사람이 바그너였으며, 처음으로 관현악단 피트(바이로이트에서는 관중석과 완전히 차단되어 있다)를 바이로이트 극장에서 사용했던 것도 그였다. 바그너는 그의 작품이 청중들의 상상 속에서 경험될 수 있는 "보이지 않는 극장"을 꿈꿨다. 오디오 기기의 발달로 이 꿈은 현실이 되었다.
바그너의 문학과 철학, 미술에 대한 영향 또한 분명하다. 영향력 있는 저작물인 비극의 탄생의 저자인 프리드리히 니체는 처음에 바그너를 숭배했는데, 그의 음악에서 유럽 정신이 다시 젊어지는 가능성을 보았기 때문이었다. 하지만 니체는 《파르지팔》 이후에 바그너와 결별했다. 그는 《파르지팔》를 기독교 신앙심에 영합하는 표현으로 보았기 때문이었다. 20세기에, W. H. 오든은 한때 바그너를 "아마도 모든 사람들 가운데 가장 위대했던 천재"로 불렀으며, 제임스 조이스, 토마스 만, 그리고 마르셀 프루스트도 바그너에게 크게 영향을 받아 그들의 소설에서 바그너를 논했다. 바그너는 T. S. 엘리엇의 《황무지》의 주요 주제 중 하나이며, 그의 오페라에서 많은 부분을 인용하고 있다. 반지의 제왕 작가 존 로널드 로웰 톨킨은 바그너와 그의 음악에 대해 아주 잘 알고 있었다. 톨킨 자신이 옥스포드의 고대영어 교수이었기에 북구 신화와 사가에는 정통했었고, 따라서 북구 신화를 차용한 바그너의 작품을 그냥 넘어갈 수가 없었다. 또한 그의 절친한 친구였던 C.S. 루이스가 열렬한 바그네리안이었으며, 20세기 초의 유럽 문화계의 풍토를 보아도 바그너에 대한 자기만의 관점을 가지지 않을 수 없는 상태였었다. 게다가 톨킨은 C.S. 루이스와 함께 종종 바그너 공연을 보러 갔었으며, 한때는 C.S. 루이스와 함께 <니벨룽의 반지>의 2부 발퀴레를 영어로 번역하는 작업을 시도하기도 했다. 또, 그는 바그너를 즐겨 들었고 또 열심히 연구를 했다. 스테판 말라르메, 폴 베를렌느, 그리고 샤를르 보들레르는 그를 숭배했다. 사랑과 죽음(즉 에로스와 탄토스)의 관계에 대한 것 등 그의 음악 속의 많은 발상은, 지그문트 프로이트에 의한 정신 분석을 예고했다.
추상미술의 아버지 바실리 칸딘스키는 바그너 신봉자이기도 했다. 바그너의 오페라 '로엔그린'을 듣고 깊은 감명을 받아 음악을 들으면서 색을 보는 공감각을 경험했다. 그 후 칸딘스키는 음악이 그림이 될 수 있고, 또 그림이 음악이 될 수 있다고 믿었고 그의 그림들은 대상에 연연하지 않는 추상화로 바뀌게 된다.
또 칸딘스키는 '로엔그린'을 듣고 깊은 감명을 받아 '바그너의 음악에서 바이올린, 베이스, 관악기의 울림, 나의 마음 속에서 나의 모든 빛깔을 보았다. 야성적이며 미친 것 같은 선들이 내 앞에 그려졌다. 회화는 음악이 갖고 있는 것과 같은 힘을 발휘할 수 있는 일이었다.'라고 말했다
바그너의 영향이 꼭 긍정적인 것만은 아니었다. 한 때, 독일 음악계는 바그너 지지자와 요하네스 브람스 지지자의 두 파로 나뉘었다. 브람스 지지파는 강력한 비평가인 에두아르트 한슬릭의 도움을 받고 있었는데, 그는 전통 형태를 최고로 인정하고 바그너식 혁신에 반대하는 보수파를 이끌었다. 클로드 드뷔시는 바그너를 심하게 비판했던 사람이지만 ("그 오래된 중독자"), 바그너의 영향을 가장 크게 받은 작곡자 중 한 사람임을 부인할 수는 없었다. 사실 드뷔시는 바그너의 영향을 의심할 여지도 없이 받았기 때문에 바그너와 결별할 필요가 있었던 많은 작곡가들 중에 한 명이었다.
바그너의 음악은 강한 반응을 계속 일으켰다. 그의 후기작에서, 그는 바그너 작품의 그것처럼 긴 시간과 깊은 맥박을 만들어내어 음악을 완전히 이해하기 위해서는 청자들이 바그너의 시간 개념에 완전히 익숙해지기를 요구하는 그런 음악을 만들어 냈다. 로시니("바그너는 굉장한 순간과 진절머리나는 15분을 가지고 있다")를 포함해 많은 저항이 있었지만, 그 자신의 "Guillaume Tell"이 네 시간 이상의, 어떤 바그너 작품 하나보다도 긴 시간을 요구했다. 바그너의 이상은, 지크프리트의 "금발의 괴물" 영웅주의로부터, 그의 열성적인 쇼펜하우어 오독과 더불어 죽음과 신격화에 대한 매혹에 이르기까지, 이제는 심하게 유행에 뒤떨어져 있다. 그러나 여전히 그의 오페라는 계속 강한 추종을 불러일으키고 있으며, 바그너는 나폴레옹의 뒤를 이어 두 번째로 그에게 자극받은 이차 문학의 양이 많은 역사적 인물로 꼽히고 있다. 그렇게 그는 계속적으로 많은 찬반 논란과 존경을 동시에 받고 있다. 그 원인이 그의 음악의 뿌리에 있는 능가할 자 없는 숭고함, 힘, 장엄함, 그리고 때때로 위험한 초월적인 아름다움 때문이다.
종합적인 음악 표현과 유도동기의 사용은 20세기의 영화음악에 강한 영향을 주기도 하였다. 바그너는 또한 극도로 찬반이 엇갈리는 평가를 받는 인물로서, 이는 그의 음악과 드라마에 대한 혁신으로 인한 것뿐만 아니라, 그의 반유대인적 시각에도 기인한다.

## 바그너와 반유대주의
20세기 동안, 바그너에 대한 공공의 이해에는 그의 반유대주의가 점점 더 중심에 서게 되었는데, 이는 대부분 작곡가의 죽음 뒤에 일어난 사건 때문이었다: 1930년대에 그의 음악을 나치 당이 전용(專用)한 것이다.
바그너의 반유대주의에 대해서는 오늘날까지도 논란이 많다. 특히 쟁점은 그의 반유대주의적 진술들이 어느 정도까지 유대교, 종교 전반 그리고 당시의 정체에 대한 본인의 입장을 대변하는지, 혹은 그의 주위로부터의 영향을 반영하는 것인지이다. 바그너는 그가 접해 온 오래전부터 내려오던 기독교적 반유태관 그리고 초기 반유대주의적 사상들을 수용하였다. 이 중에는 유태인에 관한 마르틴 루터의 글들에서 접한 것도 있다. 바그너의 주위 인물들 사이에서는 반유대주의를 옹호 및 지지하는 분위기가 전반적이었으며, 특히 코지마가 극심한 반유대주의자였기 때문에 그녀와의 결혼생활 동안에 이러한 분위기는 더욱 강했다. 하지만 바그너는 사회적으로 널리 만연해 있던 반유대주의적 발언들을 받아들이는 것에만 그치지 않고, 이들을 대변하기도 하였으며 "음악 속의 유대주의"("Das Judenthum in der Musik")와 같은 글을 통해 피력하기도 했다.

#### 바그너의 반유대주의
바그너는 꾸준히 그리고 열심히 유대인, 특히 유대인 작곡가가 독일의 해로운 외래 요소라고 비난했다. 그의 반유대인 수필 중 처음이자 가장 찬반 논란이 큰 것은 1850년에 "K. Freigedank"("자유로운 생각")이라는 필명으로 Neue Zeitschrift für Musik에서 출판한 "음악 속의 유대주의"였다. 이 수필은 유대인 작곡가, 가령 바그너의 동시대인이자 경쟁자였던 펠릭스 멘델스존이나 지아코모 마이어베어와 같은 유대인 작곡가들이 "대중적인 비선호"되는지 설명하는 내용이다. 바그너는 유대인들은 그들의 이질적인 외모와 행동 때문에 독일인들에게 불쾌감을 주고 있으며, 따라서 "... 우리는 항상 본능적으로 그들과의 실질적인 접촉에 불쾌감을 느낀다" 고 썼다. 그는 유대인 음악가들은 얕고 인공적인 음악만 쓸 줄 알며, 이는 그들이 "민족의 참 정신"과의 연결을 전혀 갖고 있지 않기 때문이라고 했다. 수필의 결론에서, 그는 유대인에 대해 "너희들이 너희들의 저주라는 짐으로부터 정화될 방법은 단 하나다: 아하수에로(방랑하는 유대인, 전설의 인물)의 정화 - 복종하는 것!"이라고 썼다. 이것이 실제적인 물리적 소멸을 의미하기 위해 취해진 것이지만, 수필의 문맥상 그것은 유대주의의 박멸을 가리킨다. 근본적으로, 바그너는 유대 문화의 포기와 유대인을 독일 문화계로 흡수시키기를 부르짖고 있는 것이었다. 이 글의 첫 출판은 별로 관심을 끌지 못했지만, 바그너는 그 자신의 이름을 걸고 소책자로 1869년에 재출판하여 뉘른베르크의 마이스터징어 공연 시에 여러 대중적 항의를 야기시켰다. 바그너는 비슷한 시각을 여러 다른 글, 가령 "독일인이란 무엇인가?" (1878) 등에서 반복했다.
20세기 후반에 들어, 로버트 구트만 같은 학자들은 바그너의 반유대주의가 그의 글에 국한되지 않고 오페라 또한 숨겨진 반유대주의 메시지를 담고 있다는 주장을 발전시켰다. 가령, 반지의 미메(Mime)나 마이스터징어의 직스투스 베크메서(Sixtus Beckmessere)와 같은 인물은, 비록 유대인으로 정해진 것은 아니지만 반유대적인 전형적인 인물로 생각된다는 것이다. 그런 주장은 논란이 많다. 그런 식으로 가정된 "숨은 메시지"는 종종 복잡하게 얽혀 있고, 편견 어린 과대해석의 결과일 수도 있다. 바그너는 그의 생애 전반에 걸쳐, 엄청난 양의 자신의 모든 측면(자기 자신의 오페라, 자신의 유대인에 대한 관점, 기타 태양 아래에 있는 실질적인 모든 다른 주제까지)을 분석하는 글을 써 왔다는 사실을 명심할 필요가 있다. 이런 가정된 반유대인 메시지는 전혀 언급된 바가 없다.
바그너 자신의 종교에 대한 관점은 독특했다. 그는 예수 그리스도를 존경했지만, 그는 유대인이 아닌 그리스 혈통이라고 주장했다. 그는 또한 구약성서와 신약성서 간에는 아무런 관계가 없으며, 이스라엘의 신은 예수의 아버지인 그 신과 다르고, 십계명은 기독교의 교훈에 있는 자비와 사랑을 결여하고 있다고 주장했다. 바그너는 또한 불교에 매료되었고, 여러 해 동안 불교 오페라인 "승리자"(Die Sieger)를 구상했고, 이것은 붓다의 마지막 여행을 비유한 Sârdûla Karnavadanaan에 기초할 계획이었다. "승리자"의 면면은 결국 파르지팔에 흡수되어, 기독교의 바그너화된 기묘한 판을 그려낸다. 가령 성찬식에서의 화체설(포도주와 빵이 그리스도의 피와 살도 된다는 설)은 미묘하게 재해석되어, 뭔가 기독교적인 것보다는 이교도의 이식에 더 가깝에 되었다. 그의 매우 공공연한 반유대주의적인 시야에도 불구하고, 바그너는 유대인 친구와 동료의 광범위한 망을 갖고 있었다. 이들 중 가장 주목할 만한 인물이, 그의 마지막 오페라인 파르지팔의 초연을 지휘하도록 고른 유대인 지휘자 헤르만 레비였다. 바그너는 처음에, 아마도 오페라의 종교적인 내용 때문에 그러했겠지만, 파르지팔을 지휘하기 전에 레비가 세례를 받기를 원했지만, 나중에 그 문제를 거론하지 않았다. 레비는 바그너와의 가까운 우정을 계속 이어갔으며, 작곡가의 장례식에서 운구를 부탁 받았다.

#### 나치에 의한 전용
바그너의 죽음 무렵에, 유럽의 국가주의자 운동은 1848년의 낭만적이고 이상적인 인류 평등주의를 상실하고 있었고, 군사주의와 공격의 그림자가 드리우고 있었으며, 이에는 비스마르크의 정권 교체 및 1871년 독일의 통일이 적지 않은 부분 영향을 주었다. 1883년 바그너의 죽음 후에, 바이로이트는 신화와 오페라에 끌린 우파 독일 국가주의자의 초점이 되어갔고, 이들은 바이로이트 모임으로 불렸다. 이 모임은 코지마 공인을 받았는데, 그녀의 반유대주의는 리하르트의 그것에 비해 상대적으로 덜 복잡하고 더 악의에 찬 것이었다. 이 모임의 한 사람은 Houston Stewart Chamberlain으로, 나치라면 읽어야 했던 수많은 철학적 저술의 저자였다. Chamberlain은 바그너의 딸인 에바와 결혼했다. 코지마와 지크프리트 바그너가 1830년에 사망한 후, 축제의 운영권은 지크프리트의 미망인이었던, 영국 태생의 비니프레트에게 넘어갔는데, 그녀는 아돌프 히틀러와 개인적 친분이 있었다. 히틀러는 바그너 음악의 숭배자였고, 바그너의 음악과 독일인 국가(1871년 이전에는 형식적인 정체성이 없었던 국가)에 대한 히틀러 자신의 영웅적인 신화를 융합할 길을 물색했다. 예를 들어, 나치의 뉘른베르크 집회는 매번 마이스터징거 서곡 연주로 문을 열었다. 히틀러는 바그너의 원본 악보 다수를, 빌란트 바그너가 이러한 소중한 문서를 잘 보존해 달라고 탄원했음에도 불구하고 2차 세계대전 동안에 그의 베를린 벙커에 보관했다; 그 악보들은 전쟁의 최후의 순간에 히틀러와 함께 사라졌다.
몇몇 학자들은 바그너의 시각, 특히 그의 반유대주의가 나치에게 영향을 주었다고 주장해 왔지만, 이런 주장은 찬반 논란이 많다. 바그너의 작품은 나치 식의 영웅주의와 별로 상통하지 않는다. 예를 들어, 반지 사이클의 표면상의 "영웅"인 지크프리트는 얕고 별로 호소력 없는 시골뜨기일 뿐이다; 바그너의 공감은 분명히 염세적이고 여성같은 보탄에게 있었다. 바그너의 개인 철학의 많은 측면 분명히 나치에게 별로 호소력이 없었을 터인데, 가령 그의 평화주의와 유대인과의 동화와 같은 것이 그러하다. 예를 들어, 괴벨스는 전쟁이 발발하기 직전인 1939년에 파르지팔을 상영 금지했는데, 이는 오페라 전체에 평화주의적 목소리가 넘쳤기 때문이었다.
누군가에 대해 후세의 다른 사람이 그에 대해 가진 관점을 가지고 비평하는 것은 어려운 일이다: 히틀러의 바그너에 대한 숭배는 되돌려질 수 없는 것이었는데, 바그너는 (1889년 4월 20일에) 히틀러가 태어나기 6년 전에 죽었기 때문이다. 정치 철학자 레오 슈트라우스는 히틀러가 좋아한 것은 무조건 싫어해야 한다는 느낌 (혹은 정반대의 상황)은 불합리한 것이라고 쓴 바가 있다 -- 그는 이런 것을 Reductio ad Hitlerum (히틀러가 관련되었다는 것으로 돌리면 그건 무조건 틀린 게 된다는 뜻, Reductio ad absurdum (귀류법)의 패러디) 라고 했다. 예를 들어, 이런 식이라면 히틀러가 채식주의를 실천했다고 (그는 채식주의를 아리아인의 순수성에 대한 그의 생각에서 중심적인 것으로 간주했다) 그것을 경멸하는 꼴이 되는 것이다.
그럼에도 불구하고, 바그너의 작품은 이스라엘에서 사실상 연주 금지되어 왔으며, 그리고 극히 적은 수의 공연이 행해지기는 했으나 엄청난 찬반 논란을 일으켰다. 바그너의 곡은 사실 공영 라디오와 텔레비전 방송국에서는 흔히 방송되고 있지만, 공공 공연으로 무대에 올리려는 시도는 반대 시위, 특히 유대인 대학살 생존자들에 의해 저지되어 오고 있다. 예를 들어 다니엘 바렌보임이 트리스탄과 이졸데의 한 소절을 2001년 이스라엘 축제의 앙코르로 연주한 뒤에, 의회의 위원회는 지휘자를 쫓아내야 한다고 목소리를 높였고, 결국 처음에는 계획되어 있었던 발퀴레 공연을 포기해야 했다. 다른 경우에, 주빈 메타는 관중석의 항의성 퇴장과 야유에도 불구하고 이스라엘에서 바그너를 연주했다.바그너와 그의 음악이 일으키는 반응의 복잡함을 반영하는 수많은 역설 중 하나는, 현대 시오니즘의 창시자인 Theodore Herzl이 바그너의 작품에 대한 열렬한 숭배자였다는 것이다.

## 작품

### 전체 경향
바그너는 새로운 교향악적인 오페라(또는 "음악극")로 잘 알려져 있다. 그는 작품에 새로운 화성, 연속적인 대위법적 텍스처, 풍부한 오케스트레이션, 그리고 유도동기(라이트모티프, Leitmotif; 특정한 인물이나 상황에 연관된 음악 동기)을 사용하였다. 바그너의 반음계적 음악 언어는 유럽의 고전음악에 중대한 변화를 끼쳤으며, 이는 극단적인 반음계법과 무조성을 지향한다. 그의 음악극들은 "총체예술(Gesamtkunstwerk)"이라는 미학적 개념에 기반을 두었으며 니벨룽의 반지(1876)의 4부작이 대표적인 작품이다.

### 음악극
바그너의 오페라와 음악극은 그의 대표적 예술적 유산이며 시기별로 세 범주로 나눌 수 있다.
바그너의 초기 단계는 나이 열 아홉에 그의 첫 오페라 도전 혼례(Die Hochzeit)로 시작되었는데, 작곡의 초기 단계에서 1832년에 포기했다. 바그너의 완성된 초기 단계 오페라는 세 개로, 요정(Die Feen), 연애금제(Das Liebesverbot - 쉽게 말해서 연애 금지), 그리고 리엔치이다. 이 작품들의 작곡 양식은 전형적인 것으로 음악사에서 바그너의 위치를 매김해 준 혁신적인 발상은 포함되어 있지 않다. 그의 생의 나중에, 바그너는 이 비성숙한 작품들은 그의 예술 작품의 일부로 치지 않는다고 말했다. 이 작품들은 거의 연주되지 않지만, 리엔치 서곡은 콘서트용 작품이 되었다.
바그너의 중기 단계의 작품은 굉장히 뛰어난 것으로 여겨지며, 그의 드라마 작가이자 작곡가로서의 힘이 깊어가는 것을 보여주기 시작한다. 이 시기의 작품은 방황하는 네덜란드인(Der Fliegnde Holländer), 그 뒤를 이어서 탄호이저(Tannhäuser)와 로엔그린(Lohengrin)을 포함한다. 이 작품들은 오늘날 광범위하게 연주되고 있다.
바그너의 후기 단계의 오페라 작품들은 총체예술을 본격적으로 실현시킨 음악으로서 음악극이라는 명칭을 사용한다. 트리스탄과 이졸데(Tristan und Isolde)은 그의 가장 위대한 단편 음악극 작품으로 거론되기도 한다. 뉘른베르크의 마이스터징어(장인 가수)(Die Meistersinger von Nürnberg)는 바그너의 유일한 희극이며 (그의 잊혀진 초기작인 연애금제를 제외하면) 현재 공연되는 오페라 가운데 가장 긴 것들 중 하나이다. 니벨룽의 반지는 흔히 반지 사이클이라고 회자되며, 독일과 스칸디나비아 신화에 기초한 네 개의 오페라 모음이다. 연주에 걸리는 시간은 대략 16시간 가량으로, 반지 사이클은 이제까지 작곡된 음악 작품 중 가장 야심찬 것으로 불린고 있다. 바그너의 최후의 오페라, 파르지팔(Parsifal)은 바그너의 바이로이트 축제를 위해 특별히 작곡되었으며 악보에 "무대신성제전극"("Bühnenweihfestspiel")이라고 쓰여 있다. 이 작품은 성배에 대한 기독교 전설에 기초해 쓰여진 명상적인 작품이다.
그의 오페라와 음악 이론에 대한 수필에 걸쳐, 바그너는 오페라라는 매체에 대한 강한 영향력을 행사해 왔다. 그는 그가 "악극"이라고 부른, 음악과 드라마의 요소를 모두 함께 융합한 새로운 오페라 형태에 대한 옹호자였다. 대본 작성 작업을 직접 하지 않은 다른 오페라 작곡가들과 달리, 바그너는 그의 오페라를 위한 대본을 직접 썼으며 자신은 그것을 "시"라고 지칭했다. 그의 작품의 줄거리 대부분은 북유럽 신화와 전설에 기초해 있다. 거기에 더해, 바그너는 오케스트라의 역할이 가수의 그것과 동등한 작품 양식을 개발해 냈다. 오페라의 드라마에 대한 오케스트라의 역할에는, 특정한 인물, 장소, 줄거리 요소를 알려 주는 음악 주제인 유도동기의 연주가 포함된다; 유도동기가 서로 복잡하게 얽히고 진화해 나가는 양상이 드라마의 발전을 설명하고 있다.
바그너의 음악적인 양식은 종종 서양 고전음악의 낭만파 시기의 축약으로 간주되는데, 이는 전례가 없는 감정적 표현에 대한 탐구 때문이다. 그는 화성과 음악 형식에 있어서 새로운 생각을 소개했으며, 여기에는 극단적인 반음계법이 포함된다. 트리스탄과 이졸데에서, 그는 전통적인 조성 체계의 한계를 탐구하여 조와 화음을 각각 인물과 동일시하는 방법으로, 20세기의 무조성으로의 길을 가리켰다. 몇몇 음악 사학자는 현대 서양 고전음악의 시작을, 소위 트리스탄 화음이라고 불리는 트리스탄의 첫 음표들로 보고 있다.

#### 초기 단계
- (1832) 혼례 (Die Hochzeit) (완성 전에 포기)
- (1833) 요정 (Die Feen)
- (1836) 연애금지 (Das Liebesverbot)
- (1837) 남자가 여자보다 교활하다 (Männerlist grösser als Frauenlist")
- (1837) 리엔치, 마지막 호민관 (Rienzi, der Letzte der Tribunen)

#### 중기 단계
- (1843) 방황하는 네덜란드인 (Der fliegende Holländer)
- (1845) 탄호이저 (Tannhäuser)
- (1848) 로엔그린 (Lohengrin)

#### 후기 단계
- (1859) 트리스탄과 이졸데 (Tristan und Isolde)
- (1867) 뉘른베르크의 마이스터징어(장인 가수) (Die Meistersinger von Nürnberg)
- 니벨룽의 반지(Der Ring des Nibelungen)는 다음 네 개의 악극으로 구성됨:
  - (1854) 라인의 황금"(Das Rheingold)
  - (1856) 발퀴레(Die Walküre)
  - (1871) 지크프리트(Siegfried) (이전에 젊은 지크프리트(Jung-Siegfried, Der junge Siegfried)로 제목을 붙였음)
  - (1874) 신들의 황혼(Götterdämmerung) (원래는 지크프리트의 죽음(Siegfrieds Tod)으로 제목을 붙였음)
- (1882) 파르지팔(Parsifal)

### 이외의 작품
오페라를 떠나서는, 바그너는 상대적으로 적은 수의 음악을 작곡했다. 여기에는 2개의 교향곡 (나이 19세와 21세에 씀) 과 몇 개의 서곡, 합창곡 및 피아노곡, 그리고 글룩의 아울리데의 이피게니의 관현악 재편곡 등이 포함된다. 이들 중에 가장 자주 연주되는 작품은, 그의 두 번째 아내인 코지마의 생일을 위해 작곡된 실내악 작품인 지크프리트 목가이다. 목가는 반지 사이클에서 여러 모티프를 끌어오지만, 반지의 일부는 아니다. 그 다음으로 가장 유명한 것은 베젠동크 가곡으로, 이전에는 여성 성악을 위한 다섯 개의 노래로 알려졌으며, 바그너가 트리스탄을 작곡하는 동안에 마틸데 베젠동크를 위해 작곡되었다.
파르지팔을 끝낸 후, 바그너는 분명히 교향곡 작곡으로 방향을 전환하려 의도했다. 하지만 실질적으로 그가 죽을 때까지 아무것도 작곡되지 않았다.
바그너의 중기와 후기 오페라에서 서곡과 관현악 소절은 콘서트 작품으로 흔히 연주된다, 이들의 대부분에 대해, 바그너는 이 발췌부에 대해 짧은 소절을 덧붙여서 곡이 갑자기 끝나지 않도록 만들었다. 예를 들어, 이런 경우에 파르지팔 전주곡과 지크프리트의 장송 음악이 해당된다. 흥미로운 사실은 트리스탄 전주곡의 콘서트용 판은 인기가 없고 거의 들을 수 없다는 것이다; 전주곡의 원래 형태가 콘서트 연주를 위해서도 보통 더 나은 것으로 간주된다.
영어권 국가에서 신부의 입장 시에 연주되는 가장 대중적인 결혼 행진곡 중 하나(흔히 "여기 신부가 온다"("Here Comes the Bride")라고 알려져 있다)는 그 가락을 로엔그린의 "혼례 합창곡"에서 따 온다. 오페라에서 이 곡은 신부와 신랑이 축하 행사장을 떠나 결혼식장으로 들어갈 때에 불린다. 로엔그린과 엘자의 재앙과도 같은 결혼은, 합창곡이 불리는 20분 후에 회복할 수 없이 파경으로 도달하는데, 그럼에도 불구하고 작품의 이런 이상한 사용을 막는 이유가 되지는 못했다.

#### 교향곡
- 교향곡 다장조 (1832년)

#### 관현악곡
- 지크프리트 목가
- 파우스트 서곡

#### 가곡
- 베젠동크 가곡 WWV. 91

#### 합창곡
- 사도들의 애찬

## 저술
바그너는 극도로 다작의 저술가로, 수백 편의 책, 시, 기사를 썼을 뿐 아니라 엄청난 양의 서신 왕래도 이루어졌다. 그의 저작은 정치, 철학, 그리고 그 자신의 오페라에 대한 상세한 분석 (종종 분석끼리 서로 상충되는 경우도 있다) 등을 포함한 광범위한 주제를 다루고 있다. 중요한 수필에는 오페라 이론에 대한 "오페라와 드라마"("Oper und Drama", 1851), 그리고 유대인 작곡가에 반하는 논쟁인 "음악 속의 유대주의"("Das Judenthum in der Musik", 1850)이 있다. 그는 또한 자서전인 나의 삶(1880)을 썼다.
그는 그의 오페라의 공연을 위해 특별히 건축된 오페라 하우스인 바이로이트 축제극장에서 개발된 여러 극장 관련 관습에 대한 혁신에 관련이 있다. 이러한 혁신에는 공연 동안에 객석을 어둡게 하기, 그리고 관현악단을 관객의 시야 밖의 피트(객석과 무대에 비해 낮게 위치한 관현악단 전용 공간)에 위치시킨 것 등이 있다. 바이로이트 축제극장은 해마다 열리는 리하르트 바그너 축제의 개최지로, 수천 명의 오페라 팬을 매 여름마다 바이로이트로 끌고 있다.
- 《베토벤》(홍은정 역, 포노, 2020). 한국어판. 바그너의 베토벤 전기, 단편소설 '베토벤 순례' 등 베토벤 관련 글 5편을 묶은 책.

## 기타
- Jim Steinman은 바그너를 그의 우상으로 여기고 그만의 장르인 Wagnerian Rock을 창시했다.
- 클라우스 슐체 (독일의 전자음악 작곡가이자 바그너 숭배자)는 그의 1975년 앨범 Timewind를 바그너의 죽음에 헌정했다. (30분짜리 트랙 두 개로 이루어져 있으며, 제목은 각각 "Bayreuth Return"과 "Wahnfried 1883"이다.) 그는 또한 그의 디스코그라피의 한 부분에서 예명 리하르트 반프리트를 사용했다.
- 바그너는 13이란 숫자와 관계가 많다. 그가 태어난 해는 1813년이고 여기에 사용된 숫자들을 모두 합하면 13이다. 그가 죽은 날도 2월 13일이며 그의 오페라 개수도 13개이다. 그의 이름의 철자도 13자이다.[4][5]

## 같이 보기
- 유도동기(또는 이끔동기, 라이트모티프, Leitmotif)
- 바그너 튜바
- 바이로이트 축제
- 아르투르 쇼펜하우어

## 참고 문헌
- Magee, B., The Tristan Chord: Wagner and Philosophy, Metropolitan Books (2001)
- Magee, B., Aspects of Wagner, Oxford University Press, (1988), ISBN 0-19-284012-6
- Tanner, M., Wagner, Princeton University Press (1995)
- Lee, M. Owen. Wagner: The Terrible Man and His Truthful Art. Toronto: University of Toronto Press 보관됨 2005-04-18 - 웨이백 머신, 1998.
- Runciman, J.F., Wagner (1913). Project Gutenberg edition here.
- Dahlhaus, C., Wagners Konzeption des musikalischen Dramas
- 스티븐 존슨, 《바그너, 그 삶과 음악》(이석호 역, 포노, 2012). ISBN 978-89-93818-49-9

## 웹 링크

### 바그너와 그의 오페라
- 김원철의 바그너 길라잡이
- 박원철의 《니벨룽의 반지》 해설
- 네이버 바그네리안 카페
- 바이로이트 축제 홈페이지
- 뉴스그룹 humanities.music.composers.wagner FAQ.
- RWagner.net. 바그너 오페라의 대본과 영역 수록.
- Wagner Operas. 공연 연출의 사진, 녹음에 대한 정보, 대본, 음악 파일을 갖춘 종합적인 웹사이트.
- Richard Wagner Web Site. 바그너와 그의 오페라에 대한 기사를 갖추었다.
- The Wagner Library 보관됨 2011-02-21 - 웨이백 머신. 바그너의 가장 주목할 만한 수필을 포함한 그의 산문 작품의 영문 번역.
- 바그너의 수필 "음악 속의 유대주의" ("Das Judenthum in der Musik")
- 헝가리 Fertörakos의 동굴 극장에서 열리는 바그너 축제
- 리하르트 바그너: 독일 낭만주의의 절정
- 리하르트 바그너 재단의 국립 보관소
- Archivo Richard Wagner 스페인어로 된, 바그너와 그의 오페라에 대한 기사 모음.

### 매체
- The Wagnerians

### 기타 자료
- The Richard Wagner Postcard-Gallery. A gallery of historic postcards with motives from Richard Wagner's operas.
- 혼례 합창곡의 바그너 자필본 사진.
- Richard Wagner Museum: 스위스 루체른 옃의 시골 영지 Triebschen에 소재한 리하르트 바그너 박물관으로, 거기에서 그와 코지마가 1866년부터 1872년까지 살고 일했다. 박물관은 또한 다수의 고악기 모음도 갖고 있다.
- Better to know by Edward Said, Le Monde diplomatique
- 바그너 튜바. 바그너의 <니벨룽의 반지>에서 처음 쓰이기 시작한, 호른과 트롬본의 중간 음역을 담당하는 호른 계통의 악기. 안톤 브루크너의 교향곡 7번, 8번, 9번, 이고리 스트라빈스키의 <불새>, <봄의 제전>, 리하르트 슈트라우스의 <엘렉트라>, <그림자 없는 여인>, <알프스 교향곡> 등 다른 곡에서도 쓰인다.